# Битва під Наролем
Битва під Наролем сталася 6 жовтня 1672 року під час походу Собеського проти чамбулів у ході польсько-турецької війни 1672—1676. Великий коронний гетьман Ян Собеський силами 2,5-3 тисяч кінноти і драгунів розгромив два татарських чамбули, і після короткого відпочинку рушив на Немирів